# 玄武岩设计局
玄武岩设计局（俄语：НПО «Базальт»，英语：NPO Bazalt）是俄罗斯的国有国防工业公司，是多种航空炸弹、反坦克和反破坏者海洋榴弹发射器综合体、多种迫击炮弹以及口径和其他类型弹药的领先设计者和开发商之一，目前隶属于俄罗斯国家科技集团。以研发“手持式反坦克榴弹发射器”（俄语：ручной противотанковый гранатомёт，拉丁字母缩写RPG）著称的武器设计局。 

## 历史[1]
该企业是俄罗斯最古老的国防组织之一，该公司于 1916 年9月4日根据俄罗斯帝国武装部队副最高统帅阿列克谢耶夫将军的命令组建。当时名称是重炮和攻城炮组装和修理车间（Мастерские по сборке и ремонту тяжелой и осадной артиллерии）简称“Mastyazhart”工厂。苏联成立后，1938年4月21日，和КТБ-27设计局组成一个独立的武器设计局，名称第47设计局（GSKB-47），其主要任务是研发航空炸弹。2年后，又负责各种迫击炮弹药和地雷的研发。
二次世界大战中，该企业撤退到车里雅宾斯克州米阿斯市，制造并改进了约90种航空炸弹，开发了约30个各种口径迫击炮、地雷、工程兵和游击队地雷、两种型号的火焰喷射器以及敌后破坏作战工具。
历史上研发了超过700种弹药。包括航空炸弹、反坦克榴弹发射器、海军反蛙人榴弹发射器、迫击炮弹等。
根据俄罗斯联邦总统 2008 年 7 月 10 日第 1052 号令，开始并入俄罗斯国家技术集团。2012年12月，成为俄罗斯国家技术集团的子公司。

## 嘉奖
1944年，获得列宁勋章。

## 产品

### UMPK滑翔炸弹套件[4][5]
在2002年的英国范堡罗航展，展示了为俄军广泛装备的FAB-500型航空炸弹提供了4套改造方案：最基础的版本加装1.98米长的机翼，没有制导系统，射程约8公里；第二套和第三套方案分别配备了惯性导航和卫星导航系统，射程扩展到12公里至60公里；最高端的版本加装了一台简易的脉冲式喷气发动机，射程进一步增加至100公里。

### 单兵武器
- RPG-7
- RPG-16
- RPG-18
- RPG-22
- RPG-26
- RPG-27
- RPG-28
- RPG-29
- RPG-30
- RPG-32
- PG-7VR

### 地雷[1]
OPPM-2.5
POMZ-2
POMZ-37
MS-1 